# Bunkerville
Bunkerville è un census-designated place (CDP) degli Stati Uniti, situato nella Contea di Clark nello stato del Nevada. Nel censimento del 2000 la popolazione era di 1.014 abitanti.

## Storia
Bunkerville fu fondata nel 1877 da un gruppo di Mormoni provenienti dallo Utah. Il nome è dedicato a Edward Bunker, il quale prima della nascita di Bunkerville aveva già contribuito alla nascita di un altro insediamento, quello di Santa Clara (Utah).

## Geografia fisica
Secondo i rilevamenti dell'United States Census Bureau, la località di Bunkerville si estende su una superficie di 112,4 km², dei quali 111,2 km² occupati da terre, e 1,2 km² dalle acque.

## Popolazione
Secondo il censimento del 2000, a Bunkerville vivevano 1.014 persone, ed erano presenti 222 gruppi familiari. La densità di popolazione era di 10,7 ab./km². Nel territorio comunale si trovavano 277 unità edificate. Per quanto riguarda la composizione etnica degli abitanti, il 75,15% era bianco, lo 0,69% era afroamericano, l'1,87% era asiatico e lo 0,59% proveniva dall'Oceano Pacifico. Il 15,68% della popolazione apparteneva ad altre razze e il 6,02% a più di una. La popolazione di ogni razza ispanica corrispondeva al 24,85% degli abitanti.
Per quanto riguarda la suddivisione della popolazione in fasce d'età, il 41,9% era al di sotto dei 18, il 9,5% fra i 18 e i 24, il 26,5% fra i 25 e i 44, il 15,8% fra i 45 e i 64, mentre infine il 6,3% era al di sopra dei 65 anni di età. L'età media della popolazione era di 24 anni. Per ogni 100 donne residenti vivevano 99,2 maschi.